# 吉田圭秀
吉田 圭秀（よしだ よしひで、1962年〈昭和37年〉10月30日 - ）は、日本の陸上自衛官。第8師団長、北部方面総監、陸上総隊司令官、第38代陸上幕僚長を経て、第7代統合幕僚長。

## 経歴

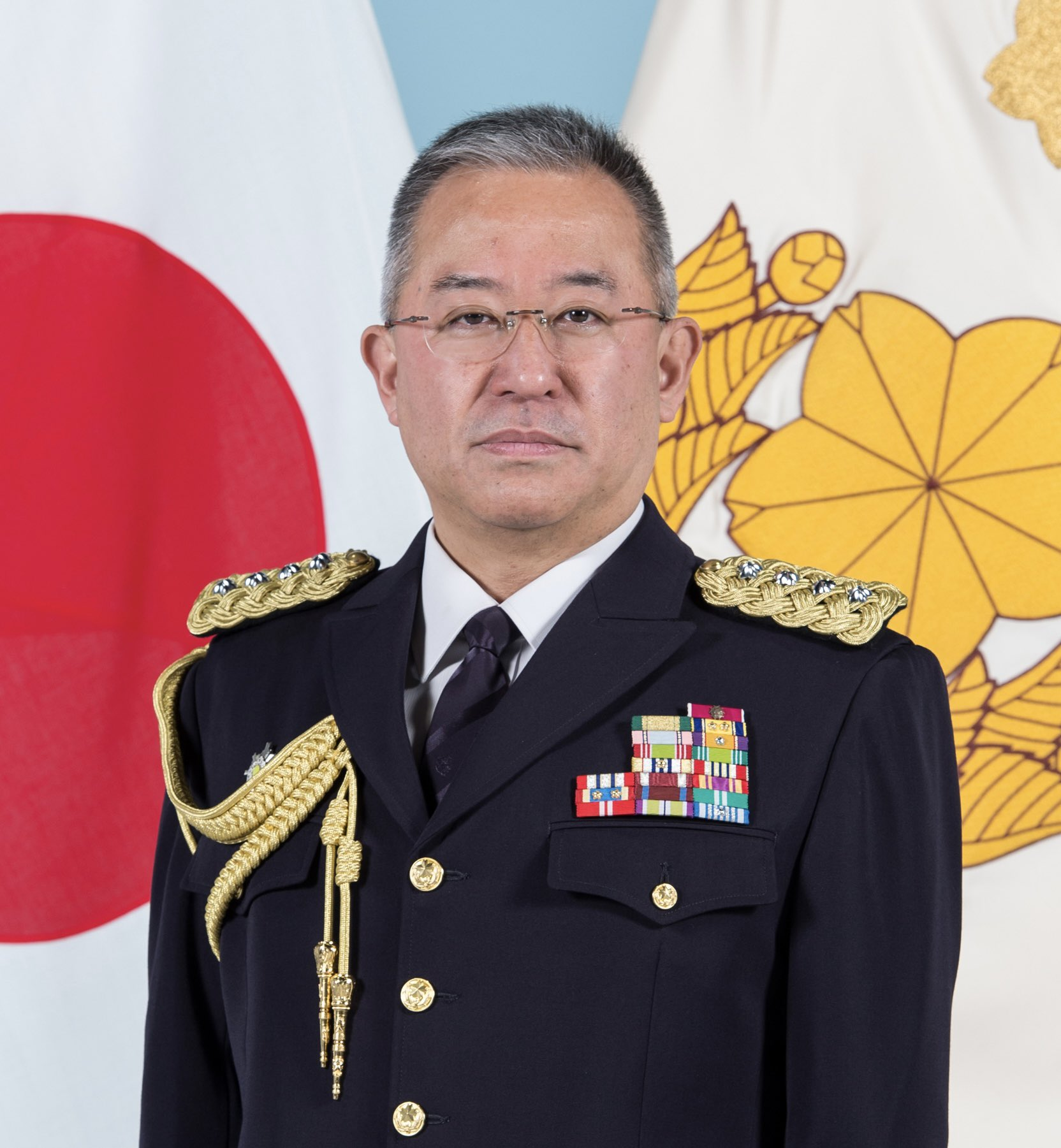
陸上幕僚長時代の吉田陸将

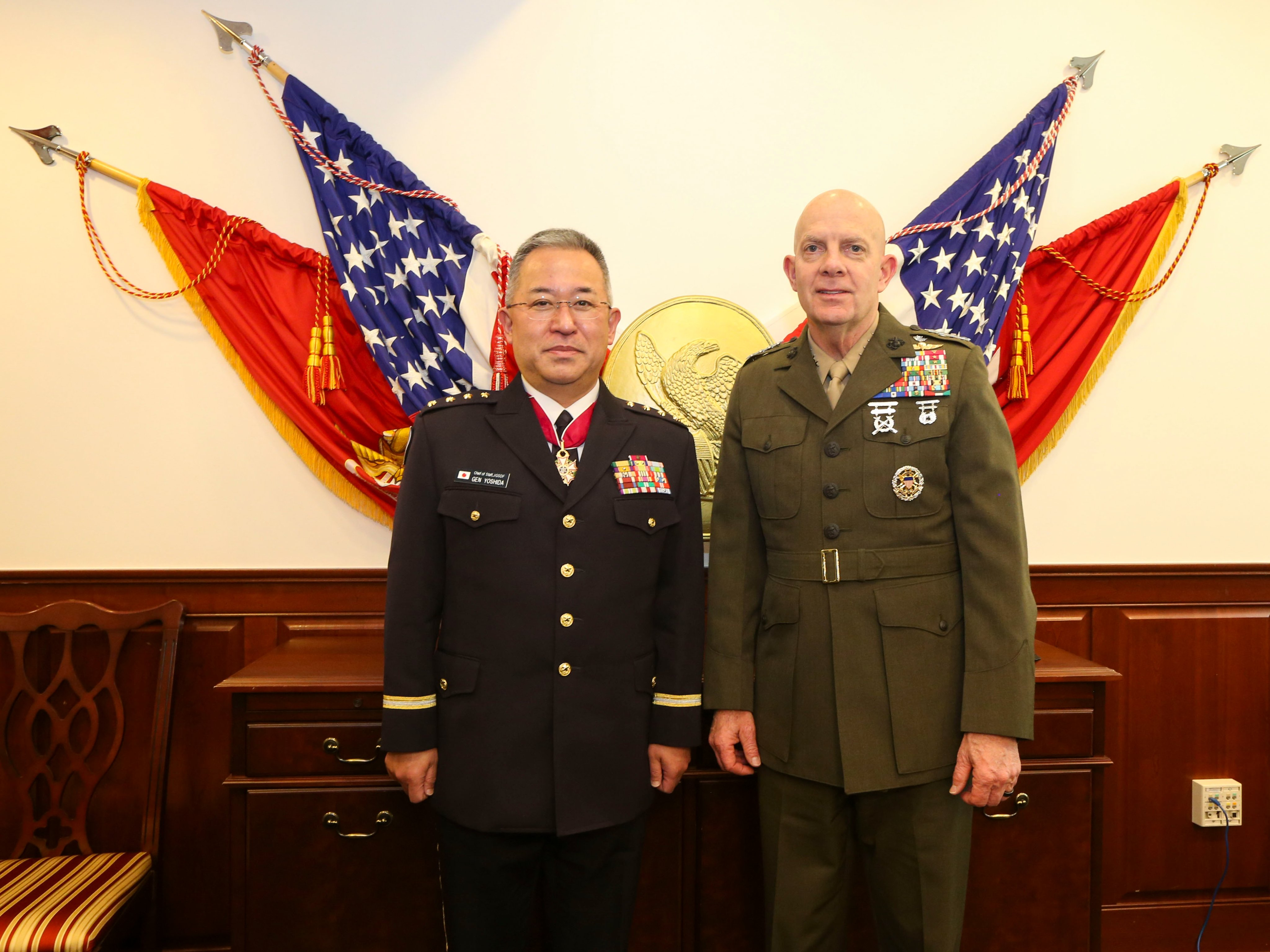
バーガー米海兵隊総司令官と吉田陸幕長

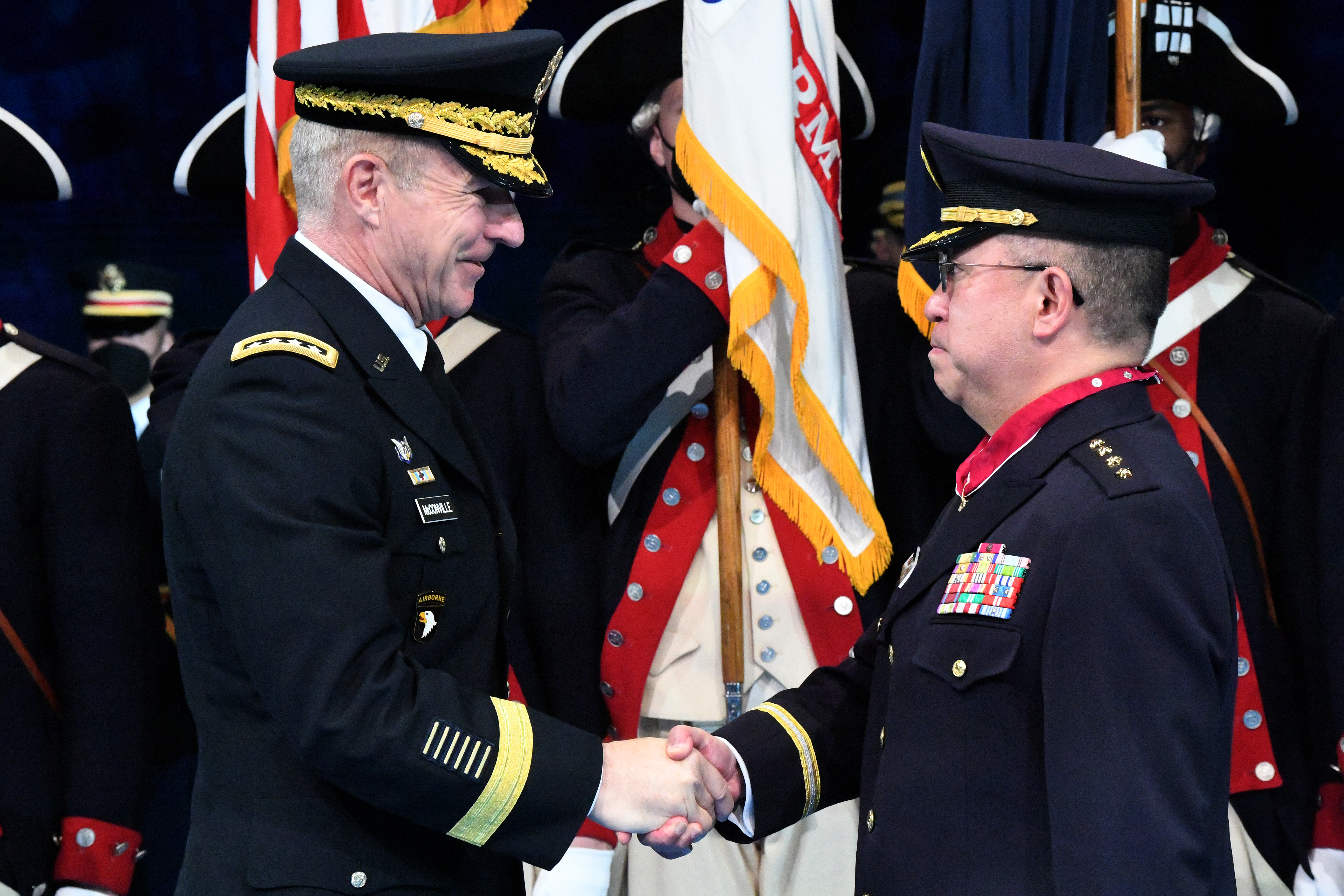
米国政府より勲功勲章を授与された吉田陸幕長

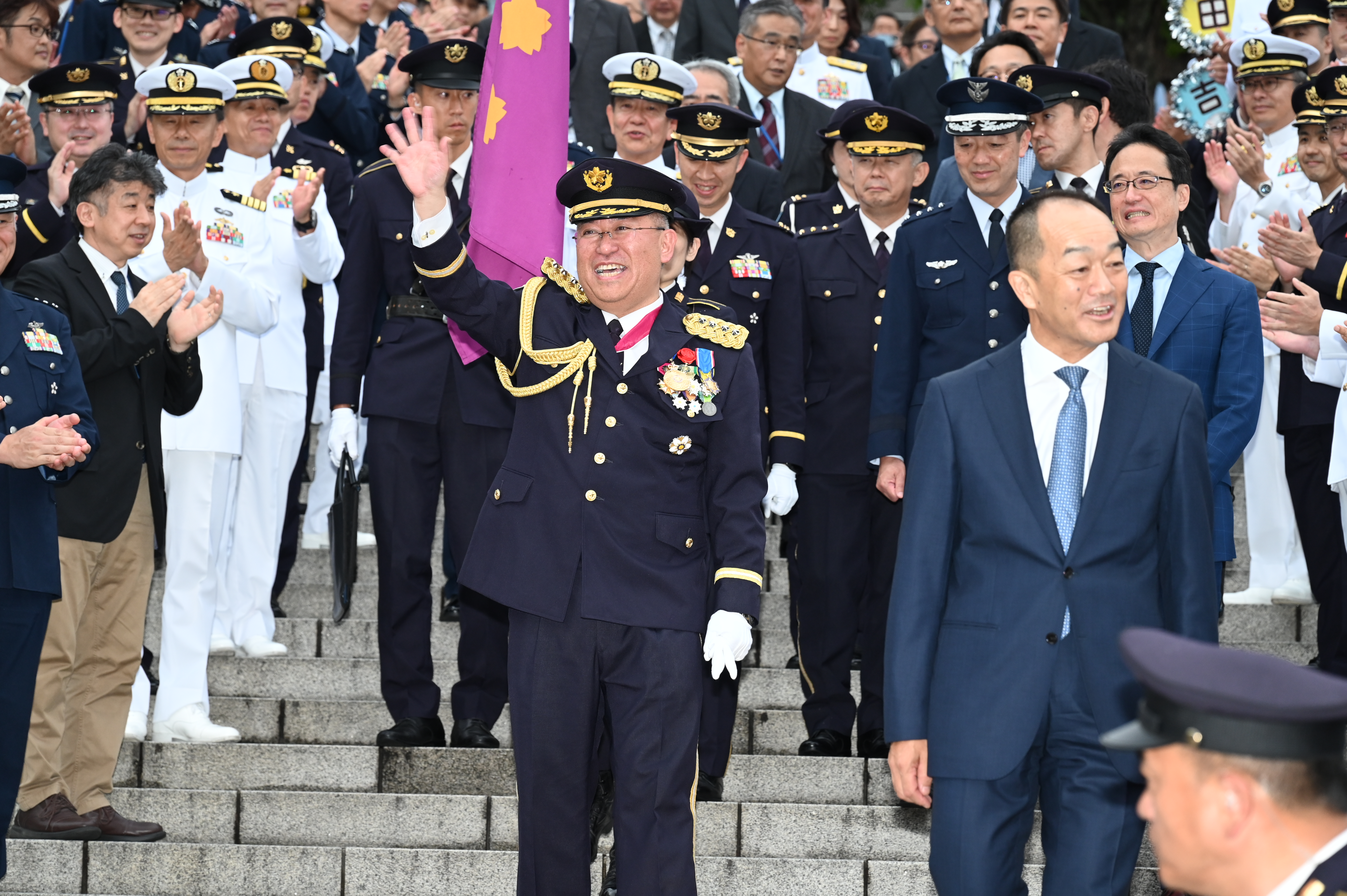
離任式において見送りを受ける吉田統幕長

東京都出身。筑波大学附属駒場高等学校を経て、1986年3月東京大学工学部都市工学科を卒業。同年3月陸上自衛隊入隊。1佐までの職種は普通科。
2017年8月8日、陸将に昇任し、第8師団長となる。
2019年8月23日、第38代北部方面総監に就任。統率方針は「先進作戦集団として使命を完遂する」、要望事項は「一、国を守る気概、一、即動・強靭、一、チーム北海道」。
2020年4月15日、第4代陸上総隊司令官就任。統率方針は「戦略の具現と作戦の完遂」。
2021年3月26日に第38代陸上幕僚長に就任。昭和末期から平成初頭にかけての旧軍出身者（陸士・海兵）と防衛大学校出身者との間を埋める目的であったものを含めれば、一般大学卒業者からの幕僚長就任は33年ぶり（実質的には初）、内閣官房内閣審議官（国家安全保障局）経験者、陸上総隊司令官経験者としては初となる。
2023年3月22日の閣議において、3月30日付をもって統合幕僚長に任命する旨の人事が了承・発令された。制服組トップの統合幕僚長に防衛大学校の出身者以外が起用されるのは初。
2024年2月15日、過労のため自衛隊中央病院に入院した。同月27日に退院した後も自宅療養を続けていたが、3月11日に公務復帰した。
同年10月30日に6か月間の定年延長がなされ、2025年4月30日に引き続き1年間の定年延長がなされたが、2025年7月15日の閣議において同年8月1日をもって退職する旨の人事が了承・発令された。任期を半年以上残しての交代であるが本人の意向があるとされている。
2025年8月1日に退官。陸上幕僚長として国家安全保障戦略など安保関連3文書の改定にも携わり、統合幕僚長在任期間中は北朝鮮による相次ぐ弾道ミサイルの発射や、能登半島地震などの大規模災害への対応にあたったほか、印象的な出来事の一つとして、2025年3月の「統合作戦司令部」創設を挙げた。陸海空自を束ねる統合幕僚監部が2006年に創設されて以来の大規模な組織改編に、定年を延長して尽力した。退任にあたって「『わが国』を主語に主体的、自律的に活動してほしい」と後輩たちにエールを残した。

## 人物
- 大学生時代、国の仕事をしたいと就職先を模索していた所、当時の総合安全保障研究のレポートを目にして「これは大事なことだ、こんな分野の仕事がしたい」という想いが強くなったことがきっかけで、陸上自衛隊に入隊、陸上自衛隊幹部候補生学校に入校した[18]。
- 原隊の第26普通科連隊では現場経験のない中、第1中隊の小銃小隊長として30人の年上の部下たちに支えられながら成長していったという。特に、陸曹たちが若い幹部を育てるという気風があり、公私共に助けを受けた。この3年半の経験を通じて、隊員との絆の大切さを学び、それが現在の仕事の原動力となっているとインタビューに答えている[18]。
- 座右の書を、「総合安全保障戦略（総合安全保障研究グループ著）」、「失敗の本質（戸部良一ほか著）」としている[19]。

## 年表
基本的な出典
- 1986年（昭和61年）3月 - 東京大学工学部都市工学科卒業[4]、陸上自衛隊幹部候補生学校入校、陸曹長に任官
- 1987年（昭和62年）3月 - 第26普通科連隊[4]
- 1990年（平成02年）8月 - 防衛大学校[4]
- 1992年（平成04年）3月 - 普通科教導連隊[4]
- 1993年（平成05年）8月 - 陸上自衛隊幹部学校指揮幕僚課程（39期）[4]
- 1995年（平成07年）8月 - 外務省へ出向、北米局日米安全保障条約課[4]
- 1997年（平成09年）8月 - 第34普通科連隊中隊長[4]
- 1998年（平成10年）8月 - 陸上幕僚監部人事部補任課[4]
- 2000年（平成12年）
  - 3月 - 陸上幕僚監部装備部装備計画課[4]
  - 7月 - 2等陸佐昇任
- 2003年（平成15年）3月 - 陸上幕僚監部防衛部防衛課[4]
- 2005年（平成17年）
  - 3月 - 1等陸佐昇任
  - 8月 - 陸上自衛隊幹部学校付（入所：防衛研究所一般課程）
- 2006年（平成18年）8月4日 - 陸上自衛隊研究本部研究員
- 2007年（平成19年）4月1日 - 陸上幕僚監部防衛部防衛課業務計画班長
- 2009年（平成21年）3月24日 - 第39普通科連隊長兼弘前駐屯地司令[4]
- 2010年（平成22年）3月29日 - 陸上幕僚監部防衛部防衛課長
- 2011年（平成23年）8月5日 - 陸将補昇任
- 2012年（平成24年）3月30日 - 統合幕僚監部報道官
- 2013年（平成25年）8月22日 - 西部方面総監部幕僚副長
- 2015年（平成27年）8月4日 - 陸上幕僚監部防衛部長。即日内閣官房へ出向[20]。内閣事務官兼陸将補。内閣官房内閣審議官（国家安全保障局）・併任 内閣官房副長官補付。
- 2017年（平成29年）8月8日 - 陸将昇任。第8師団長[6]
- 2019年（令和元年）8月23日 - 第38代 北部方面総監[7]
- 2020年（令和02年）4月15日 - 第4代 陸上総隊司令官[8]
- 2021年（令和03年）3月26日 - 第38代 陸上幕僚長[21][22]
- 2022年（令和04年）4月5日 -  米国政府よりレジオン・オブ・メリット勲章が授与[23]
- 2023年（令和05年）3月30日 - 第7代 統合幕僚長に就任
- 2024年（令和06年）
  - 10月30日 - 定年延長（6か月）[24]
  - 12月17日 - フランス政府からレジオンドヌール勲章オフィシエを受章[25]
- 2025年（令和07年）
  - 4月30日 - 定年延長（1年）[26]
  - 8月1日 - 退職[15]。

## 栄典
- レジオン・オブ・メリット・オフィサー -2014年（平成24年）3月4日
- レジオン・オブ・メリット・コマンダー - 2022年（令和4年）4月5日[23]
- オフィサー・オブ・ジ・オーダー・オブ・オーストラリア - 2024年（令和6年）12月14日
- レジオンドヌール勲章・オフィシエ - 2024年（令和6年）12月17日
- オランダ・メダル・オブ・メリット・イン・ゴールド - 2025年（令和7年）5月16日[要出典]